# Un amour à taire
Un amour à taire (tiếng Anh: A Love to Hide) là một bộ phim Pháp được sản xuất cho truyền hình, do Christian Faure đạo diễn, phát sóng năm 2005. Nó dựa trên cuốn sách Moi, Pierre Seel, déporté homosexuel của Pierre Seel.

## Tóm tắt cốt truyện
Hành động diễn ra ở Pháp trong Chiến tranh thế giới thứ hai.
Một cô gái Do Thái trẻ, Sarah, đang tìm cách thoát khỏi nanh vuốt của Đức Quốc xã sau khi thấy cha mẹ và em gái mình bị giết một cách tàn nhẫn bởi một kẻ buôn lậu đã phản bội họ trong khi cố gắng trốn thoát đến Anh. Sau khi chạy trốn khỏi nơi giam giữ, cô đã được Jean- một người bạn thời thơ ấu của cô, và đồng thời là một người đồng tính che chở. Song song với đó là mối quan hệ bí mật của Jean với người tình Philippe.
Hiện tại họ vẫn an toàn, nhờ kế hoạch của Jean cho cô làm việc với tư cách là một nhân viên trong  tiệm giặt ủi của anh, dưới cái tên Yvonne. Tuy nhiên, một quyết định tồi tệ được đưa ra bởi anh trai rắc rối của Jean Jacques khiến Jean bị buộc tội sai là người yêu của một sĩ quan Đức. Jean sau đó bị buộc vào một phát xít trại lao động.

## Diễn viên
- Jeremie Renier vai Jean Lavandier
- Louise Monot vai Sarah Morgenstern
- Bruno Todeschini vai Philippe
- Nicolas Gob vai Jacques Lavandier
- Charlotte de Turckheim vai Marcelle Lavandier
- Michel Jonasz vai Armand Lavandier
- Olivier Saladin vai Breton
- Yulian Vergov vai Johann Von Berg

## Sản xuất
A Love to Hide là bộ phim thứ hai của đạo diễn Christian Faure đối phó với đồng tính luyến ái. Trước đây ông đã chỉ đạo Just a Question of Love (2000), một bộ phim được làm cho truyền hình ghi lại câu chuyện tình yêu giữa hai chàng trai trẻ.
Đây là một trong số ít những bộ phim nói về việc trục xuất những người đồng tính luyến ái trong Thế chiến II. (Xem Bent.) A Love to Hide dựa trên cuốn sách Moi, Pierre Seel, déporté homosexuel bởi Pierre Seel xuất bản năm 1994.
Bộ phim dành riêng cho Pierre Seel, người đã chết trong cùng năm mà nó được thực hiện.